# Paris-Nice 1990
Paris-Nice 1990 est la 48e édition de Paris-Nice. La course cycliste s’est déroulée du  4 au 11 mars 1990. La course est remportée par l'Espagnol Miguel Indurain de l'équipe Banesto devant Stephen Roche (Histor-Sigma) et Luc Leblanc (Castorama).

## Participants
Sur cette édition de Paris-Nice 144 coureurs participent divisés en 18 équipes : Banesto, Histor-Sigma, Castorama, Carrera Jeans-Vagabond, Z-Tommaso, ONCE, Toshiba-Look, Ariostea, R.M.O., Chateau d'Ax-Salotti, Panasonic-Sportlife, Weinmann, Teka, Café de Colombia, Stuttgart-Mercedes, Lotto-Super Club, B.H.-Amaya Seguros et 7 Eleven-Honved. L’épreuve est terminée par 67 coureurs.

## Étapes
| Étapes                | Date    | Villes étapes                          | Km      | Vainqueur d'étape     | Leader du classement général |
| --------------------- | ------- | -------------------------------------- | ------- | --------------------- | ---------------------------- |
| Prologue              | 4 mars  | Paris (clm)                            | 7,9 km  | Francis Moreau        | Francis Moreau               |
| 1re étape             | 5 mars  | Orléans - Nevers                       | 184 km  | Etienne De Wilde      | Francis Moreau               |
| 2e étape              | 6 mars  | Nevers - Lyon                          | 245 km  | Carlo Bomans          | Miguel Indurain              |
| 3e étape              | 7 mars  | Saint-Étienne - Saint-Étienne (clm/éq) | 44,5 km | Histor-Sigma          | Stephen Roche                |
| 4e étape              | 8 mars  | Vergèze - Marseille                    | 179 km  | Adriano Baffi         | Stephen Roche                |
| 5e étape              | 9 mars  | Marseille - Mont Faron                 | 164 km  | Miguel Indurain       | Miguel Indurain              |
| 6e étape              | 10 mars | Toulon - Mandelieu-la-Napoule          | 178 km  | Claudio Chiappucci    | Miguel Indurain              |
| 7e étape, 1er secteur | 11 mars | Mandelieu-la-Napoule - Nice            | 102 km  | Mauro Ribeiro         | Miguel Indurain              |
| 7e étape, 2e secteur  | 11 mars | Nice - Col d'Èze (clm)                 | 12 km   | Jean-François Bernard | Miguel Indurain              |

### Prologue
4-03-1990. Paris, 7,9 km (clm).
|   | Cycliste        | Équipe       | Temps      |
| - | --------------- | ------------ | ---------- |
| 1 | Francis Moreau  | Histor-Sigma | 9 min 15 s |
| 2 | Miguel Indurain | Banesto      | + 3 s      |
| 3 | Laurent Fignon  | Castorama    | + 10 s     |

### 1reétape
5-03-1990. Orléans-Nevers, 184 km.
|   | Cycliste           | Équipe       | Temps           |
| - | ------------------ | ------------ | --------------- |
| 1 | Etienne De Wilde   | Histor-Sigma | 5 h 06 min 41 s |
| 2 | Adrie van der Poel | Weinmann     | m.t.            |
| 3 | Adriano Baffi      | Ariostea     | m.t.            |

### 2eétape
6-03-1990. Nevers-Lyon 245 km.
|   | Cycliste            | Équipe                 | Temps           |
| - | ------------------- | ---------------------- | --------------- |
| 1 | Carlo Bomans        | Weinmann               | 6 h 39 min 31 s |
| 2 | Claudio Chiappucci  | Carrera Jeans-Vagabond | + 2 s           |
| 3 | Jean-Claude Colotti | R.M.O.                 | + 4 s           |

### 3eétape
7-03-1990. Saint-Étienne-Saint-Étienne 44,5 km. (clm/éq)
|   | Équipe       | Temps       |
| - | ------------ | ----------- |
| 1 | Histor-Sigma | 56 min 11 s |
| 2 | Castorama    | + 35 s      |
| 3 | Z-Tomasso    | + 43 s      |

### 4eétape
8-03-1990. Vergèze-Marseille, 179 km.
|   | Cycliste      | Équipe             | Temps           |
| - | ------------- | ------------------ | --------------- |
| 1 | Adriano Baffi | Ariostea           | 4 h 45 min 08 s |
| 2 | Ad Wijnands   | Stuttgart-Mercedes | m.t.            |
| 3 | Carlo Bomans  | Weinmann           | m.t.            |

### 5eétape
9-03-1990. Marseille-Mont Faron, 164 km.
|   | Cycliste        | Équipe    | Temps           |
| - | --------------- | --------- | --------------- |
| 1 | Miguel Indurain | Banesto   | 4 h 03 min 24 s |
| 2 | Laurent Fignon  | Castorama | + 35 s          |
| 3 | Éric Boyer      | Z-Tomasso | + 48 s          |

### 6eétape
10-03-1990. Toulon-Mandelieu-la-Napoule, 178 km.
|   | Cycliste           | Équipe                 | Temps           |
| - | ------------------ | ---------------------- | --------------- |
| 1 | Claudio Chiappucci | Carrera Jeans-Vagabond | 4 h 54 min 06 s |
| 2 | Julio César Cadena | Café de Colombia       | m.t.            |
| 3 | Moreno Argentin    | Ariostea               | m.t.            |

### 7eétape,1ersecteur
11-03-1990. Mandelieu-la-Napoule-Nice, 102 km.
|   | Cycliste      | Équipe   | Temps           |
| - | ------------- | -------- | --------------- |
| 1 | Mauro Ribeiro | R.M.O.   | 2 h 27 min 45 s |
| 2 | Charly Mottet | R.M.O.   | m.t.            |
| 3 | Adriano Baffi | Ariostea | + 27 s          |

### 7eétape,2esecteur
11-03-1990. Nice-Col d'Èze, 12 km (clm).
En raison du temps trop réduit entre l'arrivée de la demi-étape à Nice et le départ de la demi-étape du col d'Èze et des impératifs de la télévision, seuls les 70 premiers du classement général effectuent l’ascension du col d'Èze.
|   | Cycliste              | Équipe       | Temps       |
| - | --------------------- | ------------ | ----------- |
| 1 | Jean-François Bernard | Toshiba-Look | 22 min 51 s |
| 2 | Luc Leblanc           | Castorama    | + 30 s      |
| 3 | Stephen Roche         | Histor-Sigma | + 34 s      |

## Classements finals

### Classement général
|    | Cycliste           | Équipe                 | Temps            |
| -- | ------------------ | ---------------------- | ---------------- |
| 1  | Miguel Indurain    | Banesto                | 29 h 27 min 30 s |
| 2  | Stephen Roche      | Histor-Sigma           | + 8 s            |
| 3  | Luc Leblanc        | Castorama              | + 42 s           |
| 4  | Laurent Fignon     | Castorama              | + 52 s           |
| 5  | Éric Boyer         | Z-Tomasso              | + 1 min 19 s     |
| 6  | Pascal Simon       | Castorama              | + 1 min 33 s     |
| 7  | Claudio Chiappucci | Carrera Jeans-Vagabond | + 1 min 41 s     |
| 8  | Moreno Argentin    | Ariostea               | + 2 min 14 s     |
| 9  | Atle Kvålsvoll     | Z-Tomasso              | + 2 min 22 s     |
| 10 | Alex Pedersen      | ONCE                   | + 2 min 33 s     |